# Australozethus continentalis
Australozethus continentalis är en stekelart som beskrevs av Giordani Soika 1969. Australozethus continentalis ingår i släktet Australozethus och familjen Eumenidae. Inga underarter finns listade.